# Trošiljak
Trošiljak (u domaćim i stranim izvorima još i čičak, trn, zubac, jež, zvjezdasti šiljak, nožna udica, konjska stupica i dr.; lat.: tribulus (množ. tribuli) ili murex ferreus), jednostavna metalna defenzivna bojna naprava za usporavanje ili zaustavljanje napredovanja neprijateljskih vojnih postrojbi, posebice pješaštva, konjaništva, ratnih slonova, deva i dr. Nazvana trošiljak prema starogrčkom izvorniku tribalos, što znači tri šiljka, ova naprava nije trokut, nego je zapravo tetraedar, imajući četiri povezana šiljka, od kojih su tri na tlu, a četvrti uvijek strši prema gore. Svrha joj je kroz povijest bila da se ratnici-pješaci, bojni konji ili druge životinje nabodu na šiljke i ozlijede, te tako onesposobe, odnosno spriječe u daljnjem kretanju. 

## Opis i djelovanje
Izrađeni od kovine, najčešće željeza, trošiljci su, kako god bili okrenuti, stabilno stajali na manje ili više ravnoj podlozi, i bili konstantna prijetnja svojim četvrtim šiljcima, koji su, skriveni u travi, na oranici, u pijesku i drugim vrstama podloga, bili uglavnom teško vidljivi ili prepoznatljivi, osobito tijekom bitke, kada je pozornost sudionika bitke bila usmjerena na protivničko oružje, a ne toliko na tlo. Prije samog boja vojnici su velike količine tih naprava postavljali, odnosno bacali (jer kako god bačeni, bili su uvijek dobro okrenuti) na veću površinu za koju su znali ili pretpostavljali da će njome proći neprijateljska vojska. Bacanje trošiljaka moglo je uslijediti i tijekom same bitke, radi usporavanja protivnika u naletu. Njihova uporaba bila je dio obrambene ratne vještine.
Izgled trošiljka sliči plodu jedne biljke iz porodice dvoliskovica (Zygophyllaceae), čiji je latinski naziv tribulus, a zreli plodovi su joj u obliku zvjezdastih šiljaka koji ih štite od životinja.  
Veličina same naprave varirala je kroz prošlost u rasponu od 3-20 centimetara u promjeru, u novije vrijeme najčešće 6-8 cm. Njena varijanta s kontrašiljcima, kao što se danas izrađuju ribičke udice, bila je opasnija nego ona bez njih, jer zabodena u stopalo, kopito, šapu ili papak, nije se mogla izvući bez komplikacija i velikih bolova, a posljedice su bile u kraćoj ili dugotrajnijoj onesposobljenosti.

## Uporaba kroz povijest
Zapisi o najranijoj uporabi trošiljka nalaze se u opsežnom djelu o životopisu Aleksandra Makedonskog kojeg je napisao starorimski povjesničar Kvint Kurcije Ruf. Trošiljke je već koristila perzijska vojska, na čelu s kraljem Darijem III., u bitki kod Gaugamele 1. listopada 331. pr. Kr., ali ni to, niti uporaba bojnih kola s dugim bočnim sabljolikim šiljcima na kotačima, nisu mogli biti presudni za pobjedu, jer je s druge strane bio Aleksandrov vojnostrateški i taktički genij.
Trošiljke su zatim koristili stari Grci, a od njih su ih preuzeli Rimljani. U srednjem vijeku upotrebljavani su ponekad u kombinaciji s posudama sa živim vapnom, koje su branitelji bacali na napadače. Značajnu ulogu odigrali su nekim srednjovjekovnim bitkama, na primjer u bitki kod Bannockburna godine 1314. između Engleza i Škota. Zabilježeno je njihovo korištenje u Rusiji u 16. stoljeću, te u Krimskom ratu (1853. – 1856.), kao i nedugo poslije u Američkom građanskom ratu (1861. – 1865.). 
U istočnoj Aziji jedna verzija trošiljka bila je u uporabi u feudalnom Japanu i zvala se makibishi, odnosno tetsubishi, a druga se koristila u novije doba u Vijetnamskom ratu (1955. – 1975.). Široku primjenu jedna vrsta naprave sa šiljcima imala je u Prvom svjetskom ratu, kada su ju vojnici u velikim količinama postavljali ispred svojih rovova, kako bi se zaštitili od neprijateljskog prepada.

## Slične naprave
Na principu trošiljka razvile su se tijekom povijesti ratovanja mnoge slične naprave, među kojima daske sa šiljcima, željezni protutenkovski ježevi, betonske prepreke zvane zmajevi zubi, šiljate naprave s eksplozivnim punjenjem, te vojne i policijske cestovne bodljikave trake. Sve takve naprave, koje su se koristile u bitkama kroz mnoga stoljeća, ako su bile postavljene, odnosno zastupljene u većim količinama i razmještene na taktički važnim mjestima, ponekad su imale znatan, ako ne i presudan, utjecaj na konačni ishod sukoba među suprotstavljenim stranama.
Kao simbol, trošiljak nalazi svoju primjenu i u grboslovlju, te oznakama na vojnim i drugim uniformama.

## Vanjske poveznice
- Trošiljke i šiljate kolce u jamama koristili su Škoti protiv Engleza u bitki kod Bannockburna 1314. g,  Arhivirana inačica izvorne stranice od 24. lipnja 2019. (Wayback Machine) (engleski)
- Zvjezdasti šiljci – efikasna obrana od bojnih slonova
- Među oružjem sa šiljcima u Japanu se nekad koristio šuriken
- Srednjovjekovni prikaz (15.st.) ranjavanja viteških konja koji su kopitima nagazili trošiljke